# Мартюгин, Дмитрий Дмитриевич
Дмитрий Дмитриевич Мартюгин (1899—1993) — советский учёный, кандидат сельскохозяйственных наук, лауреат Сталинской премии.

## Биография
Родился 9 октября (21 октября н.ст.) 1899 г. в Старой Ямской слободе Старицкого уезда Тверской губернии (современная д. Старо-Ямская Старицкого района Тверской области).
Окончил зоотехнический факультет ТСХА (1926). Работал зоотехником экспериментальной фермы академии.
С 1937 г. доцент кафедры молочного и мясного скотоводства ТСХА.
Один из создателей первого советского трехтактного доильного аппарата ДА-3.
В 1960-е годы под его руководством на учебно-опытной ферме академии было создано высокопродуктивное стадо коров холмогорской породы.

## Сочинения
- Практикум по скотоводству [Текст] : [Для зоотехн. вузов и фак.] / Доц. Д. Д. Мартюгин. — 3-е изд., перераб. — Москва : Колос, 1972. — 136 с. : ил.; 21 см. — (Учебники и учебные пособия для высших сельскохозяйственных учебных заведений).
- Крупный рогатый скот [Текст] : Пособие к практ. занятиям : [Для зоотехн. ин-тов и фак.] / Доц. Д. Д. Мартюгин. — Москва : Сельхозгиз, 1959. — 152 с., 2 отд. л. табл. : ил.; 20 см. — (Учебники и учебные пособия для высших сельскохозяйственных учебных заведений).
- Книга мастера машинного доения [Текст] / Д. Д. Мартюгин, Н. В. Мыльников, Ю. С. Изилов. — Москва : Россельхозиздат, 1974. — 200 с. : ил.; 22 см.

## Награды и звания
Сталинская премия 1949 года — за создание трёхтактной доильной машины.
Награждён орденами Трудового Красного Знамени, «Знак Почёта» и медалями.